# رنسانس در اسکاتلند
رنسانس در اسکاتلند جنبشی هنری، فرهنگی، و روشنفکری بود که از اواخر قرن پانزدهم تا اویل قرن هفدهم میلادی در اسکاتلند روی داد. این جنبش بخشی از رنسانسی بود که در سراسر اروپا رخ داد و با رنسانس ایتالیا در اواخر قرن چهاردهم میلادی آغاز شد و با عنوان رنسانس شمالی در قرن پانزدهم میلادی به شمال اروپا رسید. رنسانس بر پایهٔ احیای اصول اروپای دوران قدیم از جمله انسان‌گرایی بود. بااین‌که محققان متاخر تلاش در بازبینی چارچوب مفهوم رنسانس داشته‌اند، این امر قابل انکار نیست که در این دوران در اسکاتلند تغییرات عمده‌ای در ادبیات، هنر، معماری، موسیقی، علم، و سیاست رخ داد.
دربار سلطنتی در حمایت و گسترش مفاهیم و آثار رنسانس نقش اصلی را داشت. همزمان با رنسانس مفاهیم امپراتوری و سلطنت امپراتورانه به اسکاتلند وارد شد و شاهان آن تصمیم گرفتند با نمایش حاکمیت خود به طبقهٔ نوین فرمانروایان اروپایی بپیوندند. تأکید روزافزون بر آموزش بخشی از برنامهٔ انسان‌گرایان و بعدها پروتستان‌ها شد به گسترش ساختار آموزشی این گشور انجامید و سبب شد تا پایان قرن شانزدهم شش دانشگاه در اسکاتلند تأسیس شود.
تعداد زیادی از دانشمندان اسکاتلندی برای دانش‌آموزی به انگلستان رفتند و پس از بازگشت به اسکاتلند نقشی مهم در گسترش زندگی روشنفکری این کشور داشتند. شاهانی چون جیمز پنجم و جیمز ششم با حمایت از ادیبان و نویسندگان در گسترش سنت ادبی اسکاتلندی نقش داشتند.
تأثیر رنسانس بر معماری آیینی در اسکاتلند را می‌توان در روی آوردن دوباره به ساختمان‌های کوتاه و حجیم کلیساهای این دوره دید که قوس‌ها و ستون‌هایی گِرد داشتند و در تضاد با عمودیت و ارتفاع مؤکد شیوهٔ معماری گوتیک بودند که در اواخر قرون وسطی به‌ویژه در انگلستان رایج بود.
این امر ممکن است به علت تأثیر ارتباط‌های نزدیک با رم و هلند باشد و احتمالاً واکنشی آگاهانه علیه نقش‌های انگلیسی و به هواداری از نقش‌های قاره‌ای بود. نمونه‌های آن را می‌توان در شبستان کلیسای جامع دانکلد (آغاز ساخت ۱۴۰۶)، در نمای کلیسای کالجی مریم مقدس در هدینگتون از دههٔ ۱۴۶۰، و در نمازخانهٔ اسقف الفینستون در کالج شاه آبردین ‎(۱۵۰۰–۰۹) دید.
در اواخر قرن پانزدهم و اوایل قرن شانزدهم حدود چهل کلیسای کالجی در اسکاتلند تأسیس شد؛ در بسیاری از آن‌ها، از جمله در کلیسای کالجی تثلیث، ترکیبی از شیوه‌های گوتیک و رنسانس به چشم می‌خورد.
در اوایل قرن شانزدهم همچنین بر فراز کلیساهایی که به دودمان سلطنتی مربوط می‌شدند، از جمله کلیسای جامع سنت جایلز در ادینبرا، منارهای تاجی به عنوان نماد سلطنت امپراتوری ساخته شد.
ساخت‌وساز و بازسازی گستردهٔ کاخ‌های سلطنتی در شیوهٔ رنسانس در اسکاتلند احتمالاً در روزگار حکمرانی جیمز سوم اسکاتلند (۱۴۵۲–۱۴۸۸) سر گرفت و تحت حکومت جیمز چهارم سرعت گرفت.
به‌نظر می‌رسد این آثار مستقیماً از شیوه‌های رنسانس الهام گرفته باشند.
کاخ لینلیتگو در سال ۱۴۲۴ (روزگار جیمز یکم اسکاتلند) و به مدیریت وزیر آثار حکومتی جان دی والتون به‌عنوان اقامتگاه سلطنتی بازسازی شد. به‌نظر می‌رسد استفاده از لغت پالاس (کاخ) برای ارجاع به این بنا، که در سال ۱۴۲۹ میلادی مستند شده‌است، نخستین استفادهٔ این لغت در اسکاتلند باشد.
استعمال این واژه تحت حکومت جیمز سوم ادامه یافت و مفهوم آن با کاخ‌های چهارضلعی سینوریا‌های ایتالیایی که چهار برج در گوشه‌های خود داشتند (موسوم به پالاتیوم اد مودم کاستری، یا «کاخ به شیوهٔ قلعه») گره خورد. این بناها تقارن کلاسیک را با جزئیات روشن نوشوالیه‌گری ترکیب می‌کردند.
در دوران سلطنت جیمز چهارم لینلیتگو تکمیل شد و کاخ‌هایی دیگر با تناسبات ایتالیایی بازسازی شدند.
بر اساس شواهد تاریخی، تعدادی بنّای ایتالیایی در دربار جیمز چهارم مشغول به کار بودند.
رنسانس در اسکاتلند در نیمه نخست قرن شانزدهم و بین حکومت جیمز چهارم و ماری یکم به اوج خود رسید. از دست رفتن حمایت کلیسا در دهه ۱۵۶۰ و از دست رفتن حمایت دربار در ۱۶۰۳ باعث محدود شدن گسترش ایده‌های رنسان داشت. با این حال رنسان اسکاتلند تأثیری مهم در پدید آمد روشنگری اسکاتلند گذارد.